# Pirun Nyrkki
Pirun Nyrkki (česky Ďáblova pěst) je druhé album finské industrial metalové skupiny Turmion Kätilöt. Bylo vydáno 28. března 2006. Album nese název po stejnojmenném singlu. Píseň Pirun Nyrkki je také součástí soundtracku k filmu V2 - Mrtvý Anděl.

## Seznam skladeb
| Pořadí | Název                                  | Délka |
| ------ | -------------------------------------- | ----- |
| 1.     | Mistä Veri Pakenee                     | 4:32  |
| 2.     | Pirun Nyrkki                           | 3:49  |
| 3.     | Messu                                  | 0:56  |
| 4.     | Eläköön!                               | 2:59  |
| 5.     | Tirehtööri                             | 4:09  |
| 6.     | MTV/DNA                                | 3:54  |
| 7.     | Härkä                                  | 2:06  |
| 8.     | Illuusio Musiikista                    | 0:26  |
| 9.     | Irstauden Ilosanoma (Feat. Jessi Frey) | 3:29  |
| 10.    | Piiloviestien Neitietsivä              | 2:04  |
| 11.    | Verta ja lihaa (Proteus Mental Remix)  | 6:42  |

## Singly

### Pirun Nyrkki
1. "Pirun Nyrkki" – 03:48
2. "Verta ja lihaa (Proteus Mental Remix)" – 06:44
3. "Verta ja lihaa (Proteus Instrumental Remix)" – 06:44